# Cimetière militaire d'Aulnoye
Le Cimetière militaire d'Aulnoye (Aulnoye Communal Cemetery) est un cimetière militaire  de la Première Guerre mondiale situé sur le territoire de la commune d'Aulnoye-Aymeries, Nord. 

## Localisation
Ce cimetière est situé à l'entrée nord-est du cimetière communal, rue Parmentier. La Croix du Sacrifice, que l'on trouve dans de nombreux cimetières britanniques, en marque l'entrée. À noter que les tombes sont alignées sur une seule ligne.

## Historique
Occupée dès la fin août 1914 par les troupes allemandes, la ville d'Aulnoye-Aymeries  est restée loin du front pendant 4 années. Ce cimetière a d'abord été utilisé par les Allemands pour inhumer leurs soldats et les corps des prisonniers de guerre anglais, français, italiens et russes. Le village fut finalement libéré après les combats du 5 au 8 octobre 1918, soit moins d'une semaine avant l'armistice. Ce cimetière a été créé à cette date.  Après l'armistice, seules les tombes britanniques ont été conservées dans ce lieu.

## Caractéristique
Ce cimetière comporte 44 sépultures de soldats britanniques, dont une non identifiée, pour la plupart tombés les 5, 6, 7 et 8 novembre 1918.

## Sépultures
| Pays        | Sépultures |
| ----------- | ---------- |
| Royaume-Uni | 44         |